# Sext Manili
Sext Manili (en llatí Sextus Manilius) va ser comandant militar durant la República Romana. pertanyia a la gens Manília, d'origen plebeu.
Va ser un dels comandants militars de la secessió dels plebeus al Mons Sacer l'any 449 aC. Un altre comandant era Marc Oppi. L'esmenten Tit Livi i Dionís d'Halicarnàs.